# Ilhas Matsu

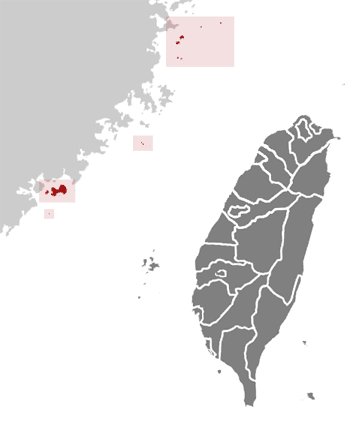
Localização das ilhas Matsu, na área destacada a noroeste da ilha Formosa, junto à costa da China Continental

As ilhas Matsu (em chinês:  馬祖列島) são um arquipélago de dezenove ilhas no estreito de Taiwan, na República da China. Têm 30 km² e 9 755 habitantes (dezembro de 2008). Receberam o seu nome em honra da deusa Mazu, da mitologia chinesa.
O controle sobre estas ilhas é reclamado pela República Popular da China, de cuja costa estão mais próximas do que de Taiwan, tal como acontece com as ilhas Quemoy é o outro arquipélago da costa de Fujian controlado por Taiwan.